# Brewster (cràter)
Brewster és un petit cràter d'impacte lunar en la perifèria nord de Sinus Amoris. Es troba al sud-oest del cràter Römer, de major grandària. Al sud-est de Brewster es troba Franck, de grandària similar.
Aquest cràter té forma de copa, amb gran simetria, i sense cràters superposats. Un ressalt baix se situa al costat del bord nord. L'interior del cràter té una albedo relativament alta en comparació amb la del terreny circumdant. Deu el seu nom al científic escocès, Sir David Brewster.

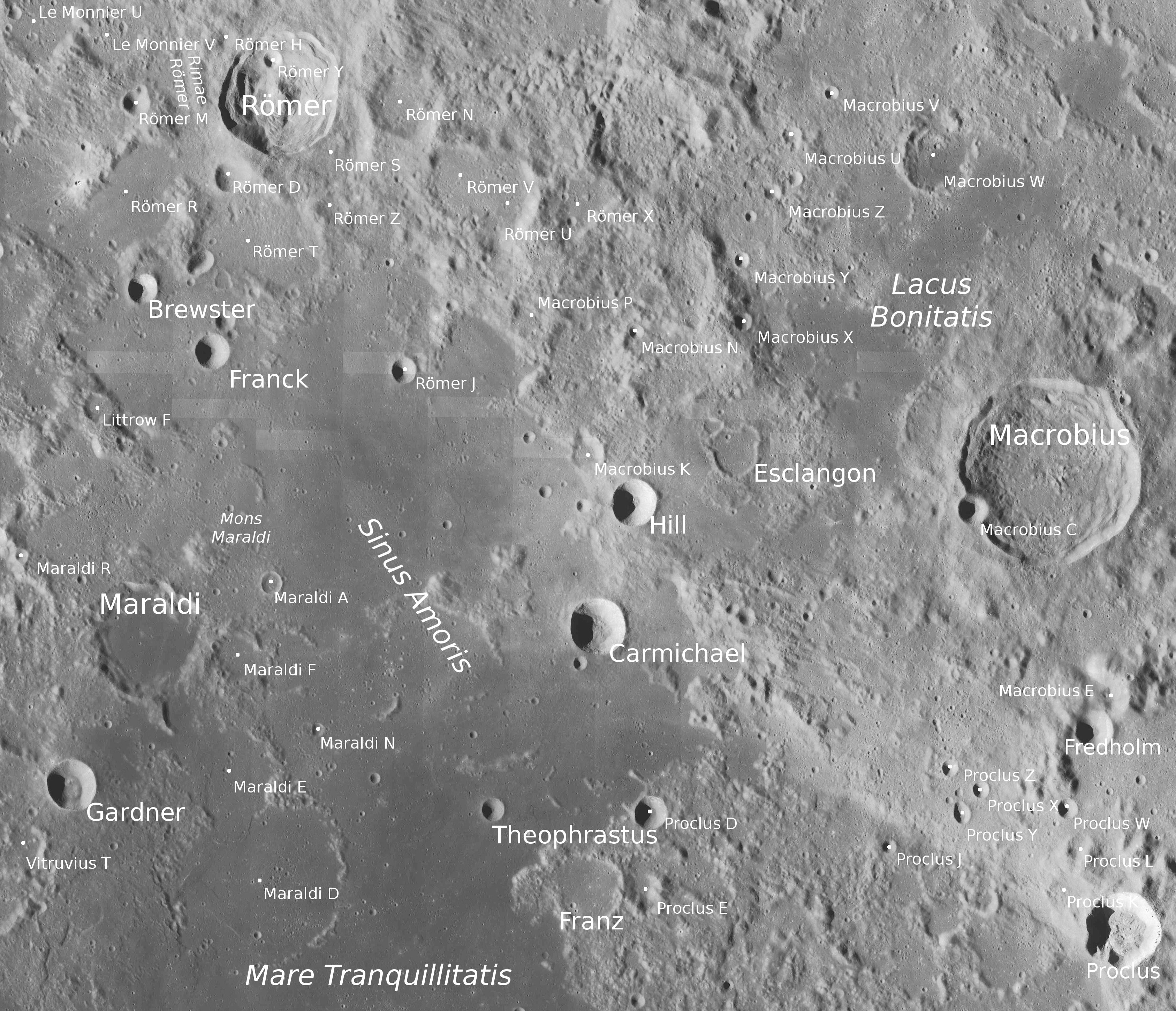
Fotografia de la missió Lunar Reconnaissance Orbiter. Brewster, a dalt a l'esquerra